# タランテラ (ボッテジーニ)
タランテラ（Tarantella）は、ジョヴァンニ・ボッテジーニによる独奏コントラバスとピアノのための作品である。イ短調。
ピアノのイントロの後、独奏コントラバスがカデンツァで曲を始め、ピアノ伴奏が入ると同時に普通拍子から8分の6拍子になりタランテラリズムでメロディを弾く。三部形式であり、中間部では4分の2拍子と8分の6拍子を交差しながら緩やかになるがそこからすぐに明快さを取り戻し、最初提示したメロディに戻る。やがて最後はイ長調に転調し、フラジオレットや和音で超技巧を披露する。演奏時間はおよそ6分。ボッテジーニのレパートリーの中でもこの曲はとりわけ難しく、超絶技巧曲として知られているがその速く明快なメロディはとても親しみやすい。